# یواس‌اس الیدا (وای‌تی-۱۰۲)
یواس‌اس الیدا (وای‌تی-۱۰۲) (به انگلیسی: USS Alida (YT-102)) یک کشتی بود که طول آن ۷۶ فوت (۲۳ متر) بود. این کشتی در سال ۱۹۰۵ ساخته شد.